# Boluo, Yingde
Boluo är en köping i sydöstra Kina. Den ligger i Yingde i staden Qingyuan i provinsen Guangdong, omkring 150 kilometer norr om provinshuvudstaden Guangzhou. Antalet invånare är 8 401. Befolkningen består av 4 136 kvinnor och 4 265 män. Barn under 15 år utgör 23,0 %, vuxna 15-64 år 61 %, och äldre över 65 år 15,0 %.